# Microsoft Flight Simulator 1.0
Microsoft Flight Simulator, allmänt känd som Microsoft Flight Simulator 1.0, är ett flygsimulatorspel som släpptes i november 1982 för IBM PC. Det är den första utgåvan i Microsoft Flight Simulator- serien.

## Historia
Runt åren 1981–82 kontaktade Microsoft Bruce Artwick från Sublogic, skapare av FS1 Flight Simulator, för att utveckla en ny flygsimulator för IBM-kompatibla PCs. Denna version släpptes i november 1982 under namnet Microsoft Flight Simulator. Den innehöll en förbättrad grafikmotor, varierande väder, möjligheten att bestämma vilken tid på dagen det ska vara och ett nytt koordinatsystem (vilket används av alla efterföljande versioner upp till version 5). Spelet uppdaterades och portades senare till andra hemdatorer under namnet Flight Simulator II, som publicerades av Sublogic.
I reklamen påstods att (ungefärligt översatt från engelska) "om flygandet på din IBM PC blev mer realistisk, skulle du behöva en licens". Tidiga versioner av Microsoft Flight Simulator användes som test för PC-kompatibilitet. Om en dator kunde köra Microsoft Flight Simulator och Lotus 1-2-3 var den 100% IBM PC-kompatibel.

## Spelupplevelse
I Microsoft Flight Simulator (1.0) flyger spelaren en Cessna 182 i en av fyra amerikanska regioner: Chicago, Los Angeles, New York City eller Seattle. Startflygplatsen var Meigs Field i Chicago, och man ser stadens siluett till vänster och Lake Michigan till höger. Den skulle förbli standardflygplatsen i framtida versioner av Microsoft Flight Simulator, tills den verkliga flygplatsen stängdes år 2003.
Det fanns också ett "Europe 1917" läge som liknade "British Ace" läget i FS1 Flight Simulator. I detta läge fick spelaren flyga en Sopwith Camel i ett rutnätsindelat område med berg på två sidor. Där kunde man förklara krig och skjuta mot fiendens flygplan.

## Medias mottagande
Will Fastie från Creative Computing sa "I sin vana trogen, har Microsoft återigen valt att marknadsföra ett klassiskt program, unikt på marknaden."
Jay Marrone från SoftSide sa "MS-Flight Simulator är ett underhållande program för alla som någonsin velat styra ett flygplan."
Hartley G. Lesser från Electronic Fun with Computers & Games sa "Microsofts Flight Simulator förvandlar faktiskt din IBM PC till en Cessna. Spänningen med att flyga blir verklighet."
Stan Miastkowski från Byte sa "Microsofts Flight Simulator är en stor prestation i programmeringskonsten."

## Recensioner
- PC Magazine (Engelska) - Januari 1983[14]
- Electronic Fun with Computers & Games (Engelska) - Oktober 1983[15]